# 金山町立東第一小学校登呂瀬分校
金山町立東第一小学校登呂瀬分校（かなやまちょうりつ ひがしだいいちしょうがっこう　とろせぶんこう）は、かつて岐阜県益田郡金山町（現・下呂市）に存在した公立小学校の分校。

## 概要
- 東第一小学校の分校であった。1959年廃校。
- 登呂瀬分校があった登呂瀬地区[注釈 2]は、金山町戸部（旧・郡上郡東村大字戸部。現・下呂市金山町戸部）の最南部、馬瀬川支流の横谷川の横谷峡の上流部にある集落であり、同じ金山町戸部に存在した東第一小学校戸部分校からは峠を越えて数キロ離れていた。このため数戸しかない集落であったが、分校が設置された。

## 沿革
- 1947年（昭和22年）4月 - 東村立東第一小学校登呂瀬分校として開校。校舎は木造平屋建。
- 1955年（昭和30年）3月1日 - 武儀郡金山町、菅田町、益田郡下原村、郡上郡東村が合併し、益田郡金山町が発足。同時に金山町立東第一小学校登呂瀬分校に改称する。
- 1959年（昭和34年）3月 - 廃校。同時に登呂瀬地区は東第一小学校校区から金山小学校校区に移る[注釈 3]。